# Interkosmos 10
Interkosmos 10 (Indeks COSPAR 1973-082A) – sztuczny satelita Ziemi wystrzelony w ramach programu Interkosmos.

## Misja
Zadaniem satelity Interkosmos 10 o masie 340 kg wysłanego w dniu 30 października 1973 roku o godzinie 20:05 czasu GMT  było kompleksowe badanie powiązań między magnetosferą  i jonosferą Ziemi. Jego lot był skoordynowany ze startami rakiet meteorologicznych. Aparaturę skonstruowali specjaliści czechosłowaccy, niemieccy i radzieccy. Inne państwa socjalistyczne nie uczestniczyły w tym eksperymencie. Parametry charakteryzujące orbitę satelity miały wartość: perygeum 265 km, apogeum 1477 km, okres obiegu 102 minuty, nachylenie orbity 74°. Aparatura działała do 6 czerwca 1974, a satelita istniał do 1 lipca 1977 roku.